# Лицо (лингвистика)
Лицо́ — грамматическая категория, выражающая отношения участников описываемой ситуации и участников речевого акта (говорящего и слушающего).
Р. О. Якобсон отнёс лицо к так называемым «шифтерным» категориям, то есть таким, значение которых зависит не только от описываемой ситуации, но и от ситуации говорения. Действительно, значение первого (1-го) лица единственного числа — участник, совпадающий с говорящим; соответственно, в ходе общения референт первого лица будет постоянно меняться.
Категория лица присуща в первую очередь личным и притяжательным местоимениям. Во многих языках существует и согласование глагола по лицу. Среди редких случаев — категория лица у предлогов (кельтские, семитские языки).
Большинство языков различают три лица:
- Первое (1-е) — говорящий или группа, в которую он входит; я (единственное число), мы (множественное число);
- Второе (2-е) — слушающий или группа, в которую он входит; ты (единственное число), вы (множественное число);
- Третье (3-е) — участник, не являющийся ни говорящим, ни слушающим; он, она, оно (единственное число), они (множественное число).

## В конкретных языках
Во многих языках с категорией лица связаны другие противопоставления, например по вежливости (в японском, яванском), инклюзивности/эксклюзивности («мы, включая тебя» против «мы, но не ты»; встречается в японском, кечуа и полинезийских языках, в аймара также различаются инклюзивные «я и ты» и «мы и ты»), «близости» (в алгонкинских языках, например кри, различаются проксимативное, более «близкое» или «важное», и обвиативное, более «далёкое» и «менее важное» 3-е лицо). В некоторых языках существуют отдельные формы для безличных ситуаций («в дверь постучали»), которые могут называться 4-м лицом.